# Ратуша (Бур)
Ратуша Бур (нем. Rathaus Buer) — здание городского управления в районе Бур города Гельзенкирхен (федеральная земля Северный Рейн — Вестфалия).

## История и архитектура

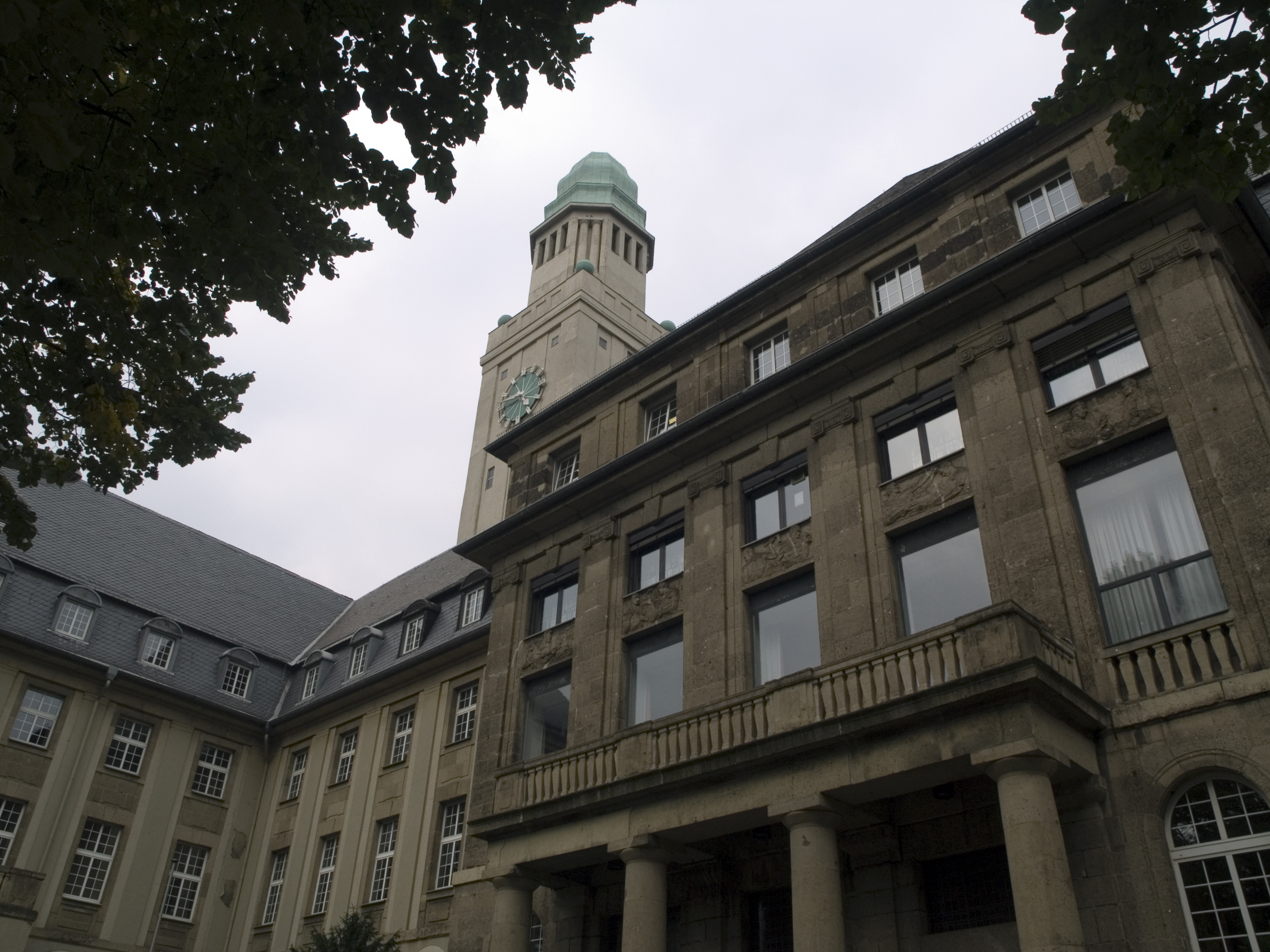
Западный фасад

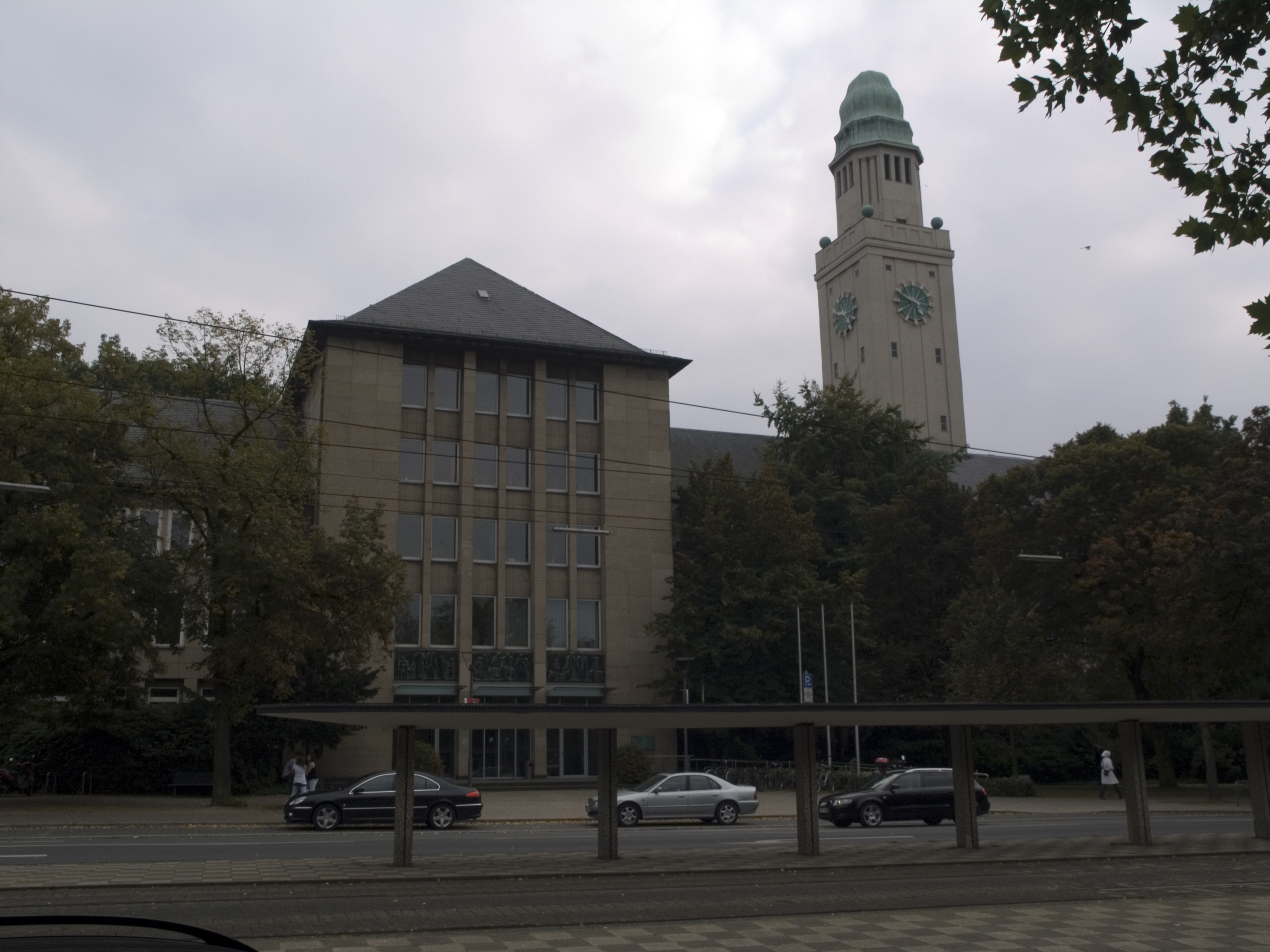
Северный фасад

В 1909 году был объявлен конкурс на лучший архитектурный проект нового здания магистрата города Бур (до 1 апреля 1928 года Бур не входил в состав Гельзенкирхена, а был отдельным городом). Однако все 62 проекта, представленные на конкурс, были отвергнуты. В середине 1909 года городские власти поручают подготовить проект ратуши архитектору Йозефу Петеру Хайлю.

 В июне 1910 года строительство ратуши началось, а уже 21 сентября 1912 года здание магистрата было торжественно открыто. Затраты на строительство составили 1,17 млн. золотых марок. Шестиэтажное здание насчитывает более 100 помещений и 4 зала для заседаний. Подвальный этаж, основное здание и мансарда выстроены из оштукатуренного кирпича. Цокольный этаж выложен из базальтовых блоков.

 Главной архитектурной доминантой ратуши служит башня высотой 63,72 м, на которую ведут 278 ступеней. Медная крыша башни (капот) — это типичный признак эпохи Вильгельма II. В здании оборудован пассажирский лифт непрерывного действия с кабинами без дверей (патерностер). В 1952—1953 годах к зданию было пристроено восточное крыло.

 В 1988 году здание ратуши было взято под охрану государства как архитектурный и исторический памятник.

## Виды с башни ратуши

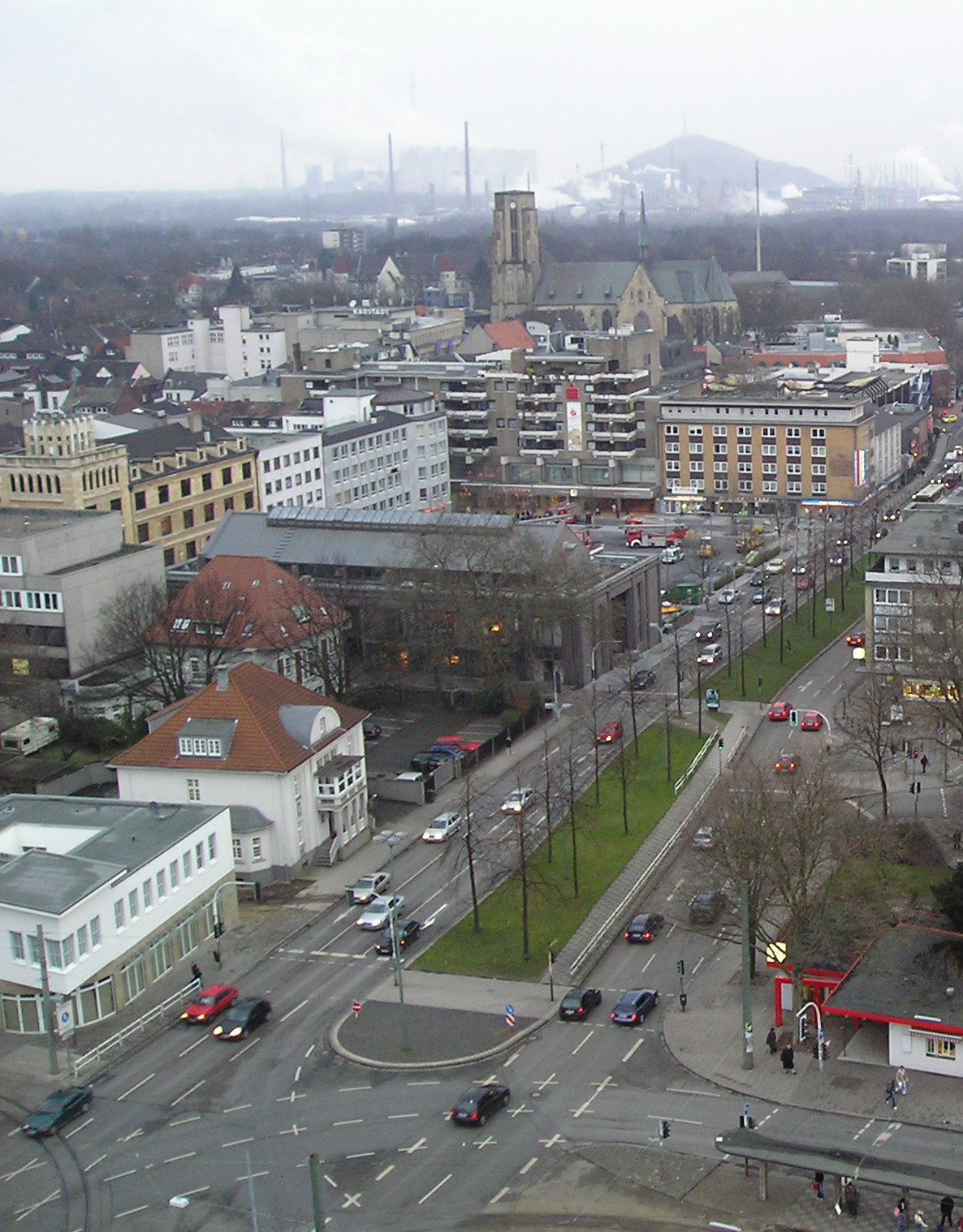
вид на север
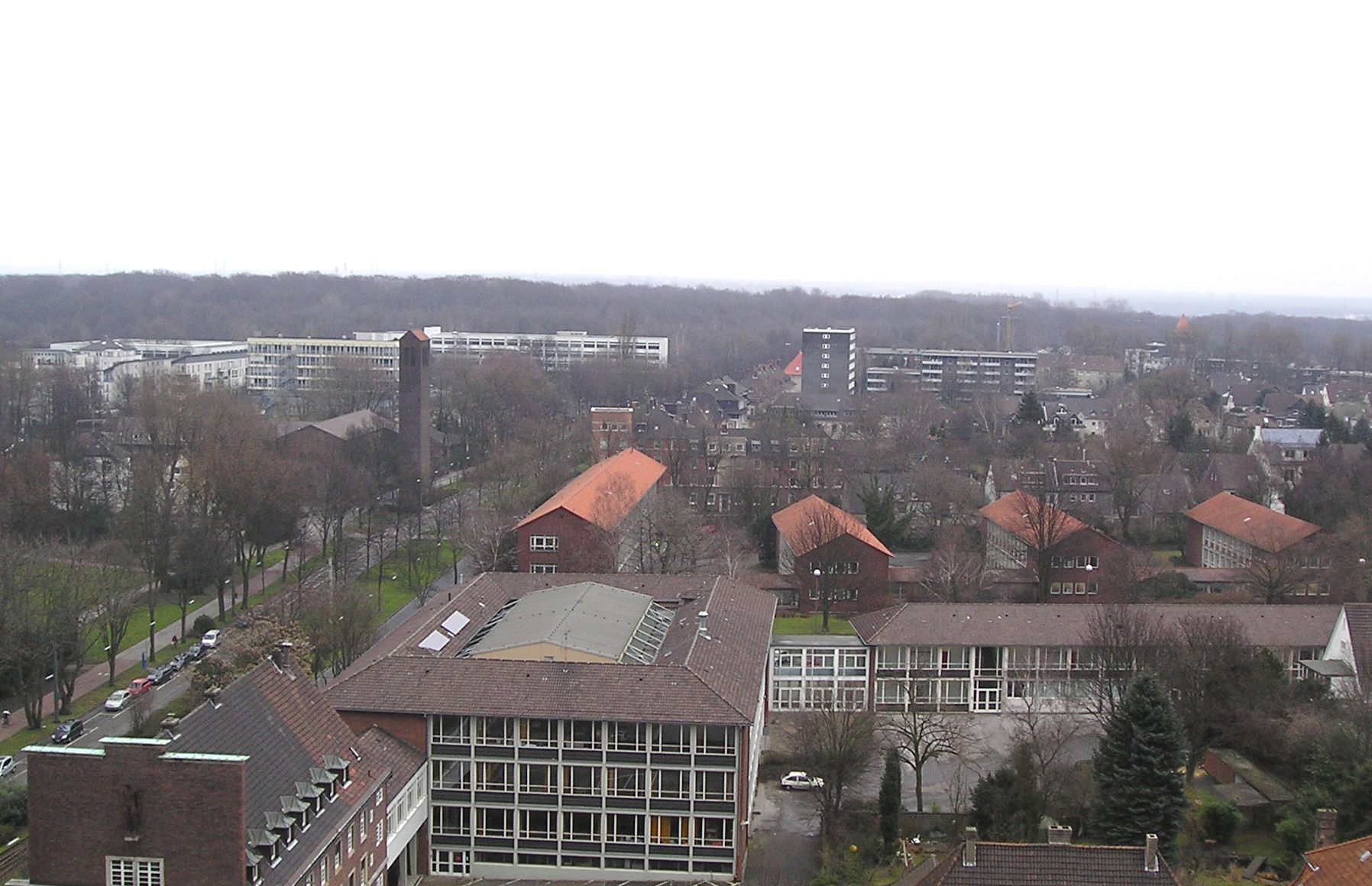
вид на восток
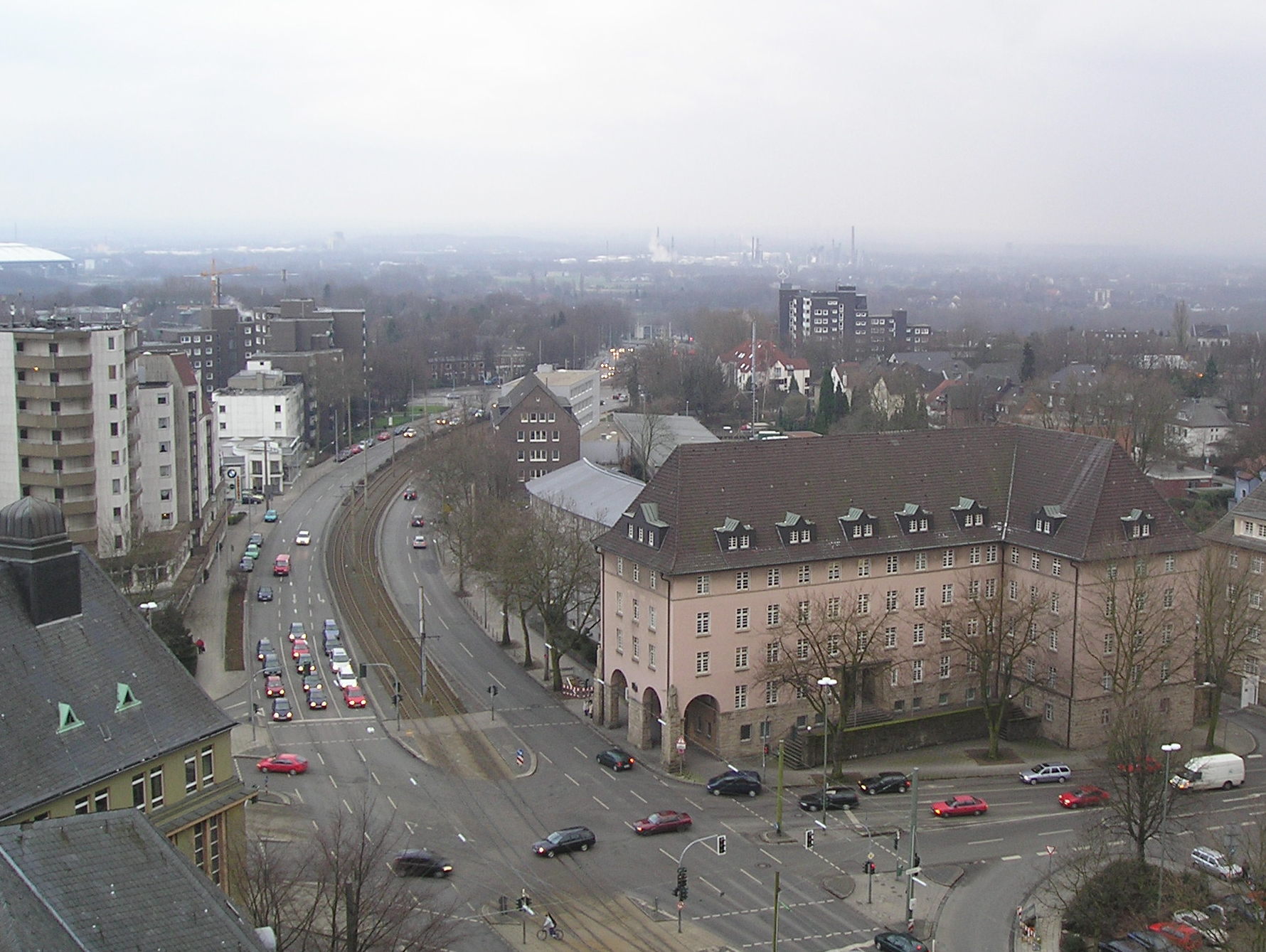
вид на юг
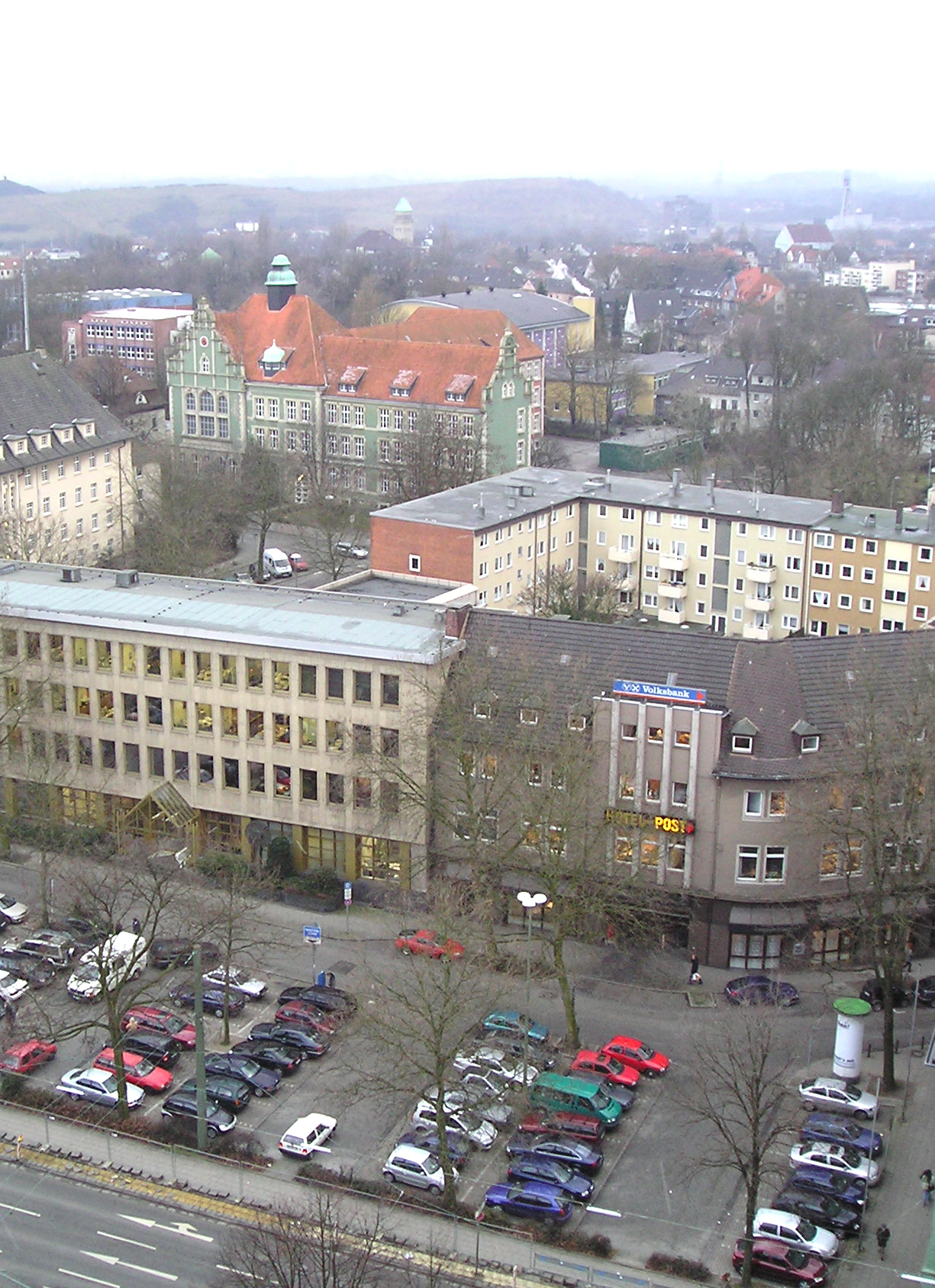
вид на запад